# Zahacie (województwo lubelskie)
Zahacie (do 31 grudnia 2022 – Zagacie) – wieś sołecka w Polsce położona w województwie lubelskim, w powiecie bialskim, w gminie Kodeń.
W latach 1975–1998 miejscowość należała administracyjnie do województwa bialskopodlaskiego. 
Wieś jest sołectwem w gminie Kodeń. Według Narodowego Spisu Powszechnego (2011-03) liczyła 43 mieszkańców i jest piętnastą co do wielkości miejscowością gminy Kodeń.

## Historia
Zahacie w drugiej połowie XIX wieku – folwark w powiece bialskim, gminie Kostomłoty, parafii Kodeń. W roku 1886 był tu 1 dom i 11 mieszkańców na 432 morgach. Dawniej własność duchowieństwa z kościoła w Kodniu .